# Erik von Kuehnelt-Leddihn
Erik Maria Ritter von Kuehnelt-Leddihn, ab 1919 Erik Maria Kuehnelt-Leddihn (* 31. Juli 1909 in Tobelbad, Steiermark, Österreich-Ungarn; † 26. Mai 1999 in Lans, Tirol), war ein österreichischer rechtskonservativer Publizist.

## Leben
Erik von Kuehnelt-Leddihn war ein Neffe des Schriftstellers Richard Kühnelt. Er studierte nach der Matura Jura, Staats- und Volkswirtschaftslehre und Theologie in Wien und Budapest. Er wurde mit einer Dissertation über „Englands innere Krise“ promoviert.
Bereits mit 16 Jahren arbeitete er als Journalist. Im Alter von 20 Jahren schickte ihn eine ungarische Zeitung als Korrespondent nach Russland.
1933 erschien sein Roman Jesuiten, Spießer, Bolschewiken (Pustet, Salzburg), der 1938 vom NS-Regime verboten und nach Kriegsende in der Sowjetischen Besatzungszone auf die Liste der auszusondernden Literatur gesetzt wurde. Weitere Bücher folgten, von denen er einige unter Pseudonym veröffentlichte (Tomislav Vitezović, Francis Stuart Campbell und Chester F. O’Leary).
Im Jahr 1937 heiratete er Christiane Gräfin von Goess und zog im selben Jahr in die USA, um an der von Jesuiten betriebenen Georgetown University in Washington, D.C. zu lehren. Zu Zeiten des Spanischen Bürgerkriegs reiste er als Journalist in die von den franquistischen Kräften gehaltenen Teile Spaniens.
Nach seiner Rückkehr in die USA nahm er Lehrämter an verschiedenen katholischen Universitäten an.
1947 kehrte Kuehnelt-Leddihn nach Österreich zurück und zog nach Lans in Tirol. Fortan war er als freier Publizist tätig. So schrieb er beispielsweise für die von William F. Buckley, Jr. herausgegebene konservative amerikanische Zeitschrift National Review, für das neurechte deutsche Monatsblatt Criticón des Caspar von Schrenck-Notzing, die Zeitschrift Theologisches, den Rheinischen Merkur und die rechtsextreme Aula. 1953 erschien sein politisch-philosophisches Hauptwerk Freiheit oder Gleichheit (erw. Neuaufl. 1985 als Gleichheit oder Freiheit?). Im Jahr darauf begann er mit ausgiebigen Bildungsreisen, die ihn im Laufe seines Lebens unter anderem mehrmals nach Chile, Südafrika und Indochina führten, und nahm eine Vortragstätigkeit auf, so z. B. 1993 bei der Sommeruniversität der Jungen Freiheit in Ravensburg.
Kuehnelt-Leddihn war seit 1984 Mitglied der katholischen Studentenverbindung K.Ö.L. „Ostaricia Innsbruck“ im Akademischen Bund Katholisch-Österreichischer Landsmannschaften.

## Politisch-philosophische Ansichten
Kuehnelt-Leddihns politisch-philosophisches Denken war von den abklingenden Eindrücken der Donaumonarchie und dem österreichischen Katholizismus sowie seinen Erfahrungen mit dem Bolschewismus während seines Aufenthalts in Russland und dem Aufstieg des Nationalsozialismus geprägt. Hauptbezugspunkte waren für ihn die Gegensätze zwischen Freiheit und Gleichheit und zwischen Diversität und Identität. Er sah in der Französischen Revolution von 1789 mit ihren egalitären, traditionsfremden Ideen das Grundübel der neueren Geschichte und auch den Vorläufer des Bolschewismus einerseits sowie des Nationalsozialismus andererseits. Diese Ideologien strebten seiner Ansicht nach einer immer umfassenderen Gleichmacherei entgegen, auf nationaler wie internationaler Ebene, sowohl kulturell als auch politisch-gesellschaftlich und wirtschaftlich. Kuehnelt-Leddihn wandte sich gegen demokratische Grundprinzipien – die schon in der Antike, durch den Tod des Sokrates, moralischen Schiffbruch erlitten hätten –, wehrte sich insbesondere gegen die Idee der Gleichheit aller Menschen, war ein Gegner des nationalen wie internationalen Sozialismus und trat für eine traditions- und gottgebundene, das Privateigentum, die Familie und die Nationen bzw. Kulturen schützende, ständisch-föderale Ordnung ein und favorisierte eine Wiedererrichtung des Heiligen Römischen Reiches Deutscher Nation.
Sich selbst bezeichnete er als „katholischen rechtsradikalen Liberalen“ (Criticón, Nr. 24, Juli/August 1974), wobei zu beachten ist, dass Kuehnelt-Leddihn politische Begriffe wie „Nationalismus und Rassismus als links und Patriotismus als rechts“ zuordnete.
In Freiheit oder Gleichheit führte er Belege dafür an, dass im 19. Jahrhundert zahlreiche Intellektuelle verschiedener Herkunft vor dem Gleichheits- und Fortschrittswahn und einer modernen Tyrannis gewarnt hätten, so Alexis de Tocqueville, Juan Donoso Cortés oder Franz Grillparzer, und schließt sich diesen an. Des Weiteren unterzieht er den demokratischen Gedanken – also den Gedanken einer auf Gleichheit Aller basierenden Mehrheitsherrschaft – gründlicher Kritik und untersucht die Vorteile der Monarchie sowie das Verhältnis von Staat und Gesellschaft. Ein weiterer Teil des Buches beschäftigt sich mit dem Katholizismus bzw. der Politik der katholischen Völker. Auch eine Untersuchung der Wurzeln des Nationalsozialismus nimmt Kuehnelt-Leddihn in Freiheit oder Gleichheit vor, den er unter anderem auf die hussitischen Taboriten, auf die Fortschrittslehren des 19. Jahrhunderts, auf den Sozialismus und auf Rassenlehren zurückführt. Im Nachwort entwirft er ein Bild für ein ständisch-föderales Gemeinwesen mit König, Kronrat, Verwaltung und Ständevertretung und beschwört die Reichstraditionen der Deutschen. Auf ein breites Echo stieß Kuehnelt-Leddihn mit seinen Überlegungen im europäischen Diskurs allerdings nicht. In paläokonservativen Kreisen der USA wurden seine Ansichten hingegen stark rezipiert.

## Zeitschriftenbeiträge
- Die nützlichen Idioten. In Criticón.
- Christentum und Technologie. In: Ordo. Nr. 9.
- Christentum, Technik, ,Kolonialismus’ und die Entwicklungsländer. In: Ordo. Nr. 13, S. 41–85.
- Rezension zu Ernst Jünger: Die Marmorklippen. In: American Mercury, Juli 1944.
- Thoughts on the Faith of a Liberal. In: The Catholic World, 1. Juli 1946.
- Catholicism in America. New York 1954.

## Bücher
- Über dem Osten Nacht, Roman, Verlag Anton Pustet, Salzburg 1935
- The Menace of the Herd or Procrustes at Large, Bruce Publishing, Milwaukee 1943 (PDF-Volltext bei archive.org)
- Moskau 1997, Thomas-Verlag, Zürich 1949
- Liberty or Equality. The Challenge of Our Time, Caxton Printers, Caldwell 1952

dt. Übersetzung: Freiheit oder Gleichheit? Die Schicksalsfrage des Abendlandes, Otto Müller Verlag, Salzburg 1953
erweiterte Neuauflage: Gleichheit oder Freiheit? Demokratie – ein babylonischer Turmbau?, Hohenrain Verlag, Tübingen 1985
- Zwischen Ghetto und Katakombe. Von christlicher Existenz heute, Otto Müller Verlag, Salzburg 1960
- Die Gottlosen, Verlag Das Bergland Buch, Salzburg 1962
- Lateinamerika. Geschichte eines Scheiterns?, Verlag A. Fromm, Osnabrück 1967
- Hirn, Herz und Rückgrat, Verlag A. Fromm, Osnabrück 1968
- Luftschlösser, Lügen und Legenden. Ein Spektrum der Gegenwart, Herold Verlag, Wien/München 1972
- Das Rätsel Liebe, Herold Verlag, Wien 1975. ISBN 3-7008-0117-3
- Narrenschiff auf Linkskurs – Ein Panorama für Erwachsene, Styria Verlag, Graz 1977. ISBN 3-222-10968-0
- Rechts, wo das Herz schlägt – Panoptikum für garantiert unmoderne Menschen, Styria Verlag, Graz 1980
- Austria infelix oder Die Republik der Neidgenossen, Böhlau Verlag, Wien 1983
- Die falsch gestellten Weichen. Der Rote Faden 1789–1984, Böhlau Verlag, Wien 1985
- Die rechtgestellten Weichen. Irrwege, Abwege und Auswege, Karolinger Verlag, Wien 1989
- Kirche und Moderne – moderne Kirche?, Leopold Stocker Verlag, Graz 1993
- Demokratie. Eine Analyse, Leopold Stocker Verlag, Graz 1996
- Von Sarajevo nach Sarajevo. Österreich 1918–1996, Karolinger Verlag, Wien 1996
- Kirche contra Zeitgeist, Leopold Stocker Verlag, Graz 1997
- Weltweite Kirche. Begegnungen und Erfahrungen in sechs Kontinenten 1909–1999, Christiana-Verlag, Stein am Rhein 2000